# 科羅瓦伊納
48°59′34″N 28°56′17″E / 48.99278°N 28.93806°E
科羅瓦伊納（烏克蘭語：Коровайна），是烏克蘭西南部的村莊，隸屬文尼察州的文尼察區。該村面積0.64平方公里，海拔高度280米，2001年人口123，人口密度每平方公里192.19人。